# Аллен, Кори
Кори Аллен (англ. Corey Allen (имя при рождении Алан Коэн англ. Alan Cohen); 29 июня 1934 — 27 июня 2010) — американский кино- и телережиссёр, сценарист, продюсер и актёр. Он начал свою карьеру как актёр, но со временем стал телевизионным режиссёром. Лауреат премии «Эмми».

## Биография
Аллен учился в Калифорнийском университете в Лос-Анджелесе, там он начал свою карьеру в актёрском мастерстве и получил степень бакалавра изящных искусств в 1954 году.
Вершиной актёрской карьеры Аллена считается роль лидера банды Базза Гандерсона в фильме Николаса Рэя 1955 года «Бунтарь без причины». В этом фильме Джеймс Дин сыграл Джима Старка, разочарованного подростка, который переехал в Лос-Анджелес, чтобы начать новую жизнь, но обнаружил ещё больше проблем в своем новом доме. После выступления в обсерватории Гриффита Базз вызывает Джима на ножевой поединок, в котором Старк побеждает. Во время съемок боя на ножах и Аллен, и Дин, поклонники актёрской методической игры, использовали настоящие ножи, и Аллен ранил Дина.
В середине 1960-х годов Аллен обратился к режиссуре. Он работал над многочисленными телесериалами, в числе которых «Даллас», «Гавайи 5-O», «Блюз Хилл-стрит», «Она написала убийство», «Женщина-полицейский», «Досье детектива Рокфорда», «Звёздный путь: Глубокий космос 9», «Звёздный путь: Следующее поколение» и «Улицы Сан-Франциско».
В 1984 году он получил премию «Эмми» за режиссуру эпизода «Goodbye, Mr. Scripps» в «Блюз Хилл-стрит».
Умер от осложнений болезни Паркинсона 27 июня 2010 года в Голливуде, штат Калифорния, всего за два дня до своего 76-летия. У него остались дочь, четверо внуков и двое правнуков.

## Избранная фильмография
Актёр
| Год       |   | Русское название                | Оригинальное название     | Роль                           |
| --------- | - | ------------------------------- | ------------------------- | ------------------------------ |
| 1977—1977 | с | Женщина-полицейский             | Police Woman              | Dave Gerard                    |
| 1969—1969 | с | Мой друг Тони                   | My Friend Tony            |                                |
| 1965—1965 | с | Одиночка                        | The Loner                 | Andrew Drake                   |
| 1964—1964 | с | В бою                           | Combat!                   | Pvt. Garrett                   |
| 1962—1964 | с | Доктор Килдэр                   | Dr. Kildare               | Dr. Harris / Jerome Pine       |
| 1964—1964 | с | Бонанза                         | Bonanza                   | Lt. Bower                      |
| 1963—1963 | с | Дакота                          | The Dakotas               | Clen Biglow                    |
| 1962      | ф | Доклад Чепмена                  | The Chapman Report        | Wash Dillon                    |
| 1960—1962 | с | Перри Мейсон                    | Perry Mason               | Lester Menke / Rennie Foster   |
| 1962      | ф | Сладкоголосая птица юности      | Sweet Bird of Youth       | Scotty                         |
| 1961—1961 | с | 87-й полицейский участок        | 87th Precinct             | Ben Darcy                      |
| 1961—1961 | с | Законник                        | Lawman                    | William Lord                   |
| 1961—1961 | с | Дни в Долине Смерти             | Death Valley Days         | Hal Parsons                    |
| 1961—1961 | с | Мятежник                        | The Rebel                 | Yancey Daggett                 |
| 1961—1961 | с | Морская охота                   | Sea Hunt                  | Young                          |
| 1961—1961 | с | Бронко                          | Bronco                    | Judd Gander                    |
| 1961—1961 | с | Гавайский детектив              | Hawaiian Eye              | Ken Grimes                     |
| 1960      | ф | Ключевой свидетель              | Key Witness               | Magician                       |
| 1960—1960 | с | Дэн Рэйвен                      | Dan Raven                 | Phil Burdick                   |
| 1960      | ф | Частная собственность           | Private Property          | Duke                           |
| 1959—1959 | с | Под замком                      | Lock-Up                   | Tom Nelson                     |
| 1959—1959 | с | Люди в космосе                  | Men into Space            | Lt. Johnny Baker               |
| 1959—1959 | с | Сыромятная плеть                | Rawhide                   | Mel Mason                      |
| 1958      | ф | Девушка с вечеринки             | Party Girl                | Cookie La Motte                |
| 1956—1958 | с | Студия Один                     | Studio One                | Frankie / Eddie Gilmer         |
| 1958      | ф | Юношеские джунгли               | Juvenile Jungle           | Hal McQueen                    |
| 1958—1958 | с | Тонкий человек                  | The Thin Man              | Tony Gordon                    |
| 1958—1958 | с | Есть оружие — будут путешествия | Have Gun – Will Travel    | Chuck Anderson                 |
| 1958—1958 | с | State Trooper                   | State Trooper             | Sigmund Kaye                   |
| 1958      | ф | Рейнджеры Дарби                 | Darby’s Rangers           | Tony Sutherland                |
| 1958—1958 | с | По следу                        | Trackdown                 | Tom Summers                    |
| 1958—1958 | с | Дымок из ствола                 | Gunsmoke                  | Ben Tennis                     |
| 1958—1958 | с | Беспокойное оружие              | The Restless Gun          | Art Hemper                     |
| 1957      | ф | Большой Капер                   | The Big Caper             | Roy                            |
| 1957      | ф | Тень в окне                     | The Shadow on the Window  | Gil Ramsey                     |
| 1956—1956 | с | История Вест-Пойнта             | The West Point Story      | Plebe Robert Hamilton          |
| 1956—1956 | с | Альфред Хичкок представляет     | Alfred Hitchcock Presents | Gil Dalliford                  |
| 1956—1956 | с | Миллионер                       | The Millionaire           | Dan Marshall                   |
| 1956—1956 | с | Студия 57                       | Studio 57                 | Danny Fellman                  |
| 1956—1956 | с | Телефонное время                | Telephone Time            | Phil Samenian                  |
| 1956—1956 | с | Крестоносец                     | Crusader                  | Martin                         |
| 1956—1956 | с | Касабланка                      | Casablanca                | Abdel                          |
| 1955—1955 | с | Шоу Лоретты Янг                 | The Loretta Young Show    | Calvin                         |
| 1955      | ф | Бунтарь без причины             | Rebel Without a Cause     | Buzz Gunderson                 |
| 1955      | ф | Ночь охотника                   | The Night of the Hunter   | Young Man in Town (uncredited) |
| 1955—1955 | с | Истории века                    | Stories of the Century    | Charles Ward                   |
| 1955—1955 | с | Облава                          | Dragnet                   |                                |
| 1954      | ф | Перемирие                       | A Time Out of War         | Connor (as Alan Cohen)         |
| 1954      | ф | Мосты у Токо-Ри                 | The Bridges at Toko-Ri    | Enlisted Man (uncredited)      |
| 1954—1954 | с | Медик                           | Medic                     | Sam                            |
| 1954      | ф | Безумный фокусник               | The Mad Magician          | Gus the Stagehand (uncredited) |

Режиссёр
- Доктор Килдэр / Dr. Kildare (1966)
- Новые люди / The New People (1969—1970)
- Тогда пришёл Бронсон / Then Came Bronson (1970)
- Менникс / Mannix (1969—1970)
- Высокий кустарник / The High Chaparral (1970)
- Мэтт Линкольн / Matt Lincoln (1970)
- Айронсайд / Ironside (1970—1971)
- Гавайи 5-O / Hawaii Five-O (1973)
- Кеннон / Cannon (1974)
- Улицы Сан-Франциско / The Streets of San Francisco (1974)
- Барнаби Джонс / Barnaby Jones (1974—1975)
- Семья Холвак / The Family Holvak (1975)
- Кейт МакШейн / Kate McShane (1975)
- Movin' On / Movin' On (1975)
- Бронк / Bronk (1975)
- Административная власть / Executive Suite (1976)
- Самые разыскиваемые / Most Wanted (1977)
- Гром и молния / Thunder and Lightning (1977)
- Женщина-полицейский / Police Woman (1976—1978)
- Лукан / Lucan (1978)
- Полицейская история / Police Story (1976—1978)
- Лавина / Avalanche (1978)
- Лу Грант / Lou Grant (1978)
- Медэксперт Куинси / Quincy, M.E. (1977—1979)
- Охотник Джон / Trapper John, M.D. (1979)
- Досье детектива Рокфорда / The Rockford Files (1978—1979)
- Человек в костюме Санта Клауса / The Man in the Santa Claus Suit (1979)
- Стоун / Stone (1979—1980)
- Злоключения шерифа Лобо / The Misadventures of Sheriff Lobo (1980)
- Закон МакКлейна / McClain’s Law (1982)
- Чикагская история / Chicago Story (1982)
- Гавилан / Gavilan (1982)
- Ти Джей Хукер / T. J. Hooker (1982)
- Саймон и Саймон / Simon & Simon (1981—1983)
- Силы Мэтью Стара / The Powers of Matthew Star (1983)
- Мэтт Хьюстон / Matt Houston (1982—1983)
- Ведьма Такера / Tucker’s Witch (1983)
- Whiz Kids / Whiz Kids (1983)
- Пугало и миссис Кинг / Scarecrow and Mrs. King (1983)
- Legmen / Legmen (1984)
- Блюз Хилл-стрит / Hill Street Blues (1981—1984)
- Бумажная погоня / The Paper Chase (1983—1984)
- Джесси / Jessie (1984)
- Она написала убийство / Murder, She Wrote (1984)
- Другой мир / Otherworld (1985)
- Даллас / Dallas (1978—1986)
- Диснейленд / Walt Disney anthology television series (1986)
- Последнее развлечение / The Last Fling (1987)
- Джей Джей Старбак / J.J. Starbuck (1987)
- Частный детектив Магнум / Magnum, P.I. (1987)
- Капитолий / Capitol (1982—1987)
- Сонни Спун / Sonny Spoon (1988)
- Суперавианосец / Supercarrier (1988)
- Unsub / Unsub (1989)
- Летний театр CBS / CBS Summer Playhouse (1987—1989)
- Охотник / Hunter (1988—1991)
- ФБР: Нерассказанные истории / FBI: The Untold Stories (1991)
- Новые приключения Лесси / The New Lassie (1991)
- Звёздный путь: Следующее поколение / Star Trek: The Next Generation (1987—1994)
- Звёздный путь: Глубокий космос 9 / Star Trek: Deep Space Nine (1993—1994)
- Загадки Косби / The Cosby Mysteries (1994)